# Lucia B. Rothman-Denes
Lucia Beatriz Rothman-Denes (sinh ngày 17 tháng 2 năm 1943) là một nhà vi trùng học người Mỹ gốc Argentina, là Giáo sư AJ Carlson thuộc Khoa Di truyền Phân tử tại Đại học Chicago. Bà được biết đến với việc nghiên cứu quy định về phiên mã và tương tác vật chủ xảy ra trong quá trình nhiễm virus vi khuẩn. Bà được bầu vào Viện Hàn lâm Khoa học Quốc gia (NAS) vào năm 2014.

## Giáo dục và những năm đầu
Rothman-Denes được sinh ra ở Buenos Aires vào năm 1943 bởi Boris và Carmen Rothman. Bà theo học tại Đại học Buenos Aires và tốt nghiệp vào năm 1964 với một  bằng cấp licenciada về hóa học. Bà vẫn ở đó để học cao học, lấy bằng tiến sĩ sinh hóa vào năm 1967. Bà làm việc tại Viện Leloir. Rothman-Denes đã hoàn thành chương trình nghiên cứu sau tiến sĩ tại Viện Y tế Quốc gia. Bà cũng dành thời gian tại Đại học California, San Diego với E. Peter Geiduschek.

## Nghiên cứu và sự nghiệp
Năm 1967, Rothman-Denes được bổ nhiệm vào khoa tại Đại học Chicago. Bà đã trở thành một giáo sư chính thức vào năm 1984 và giáo sư AJ Carlson vào năm 2015. Bà nghiên cứu làm thế nào mà virus vi khuẩn tác động đến các quá trình phân tử trong một vật chủ. Bà đã phát hiện ra các cơ chế điều hòa phiên mã thông qua các chuyển đổi cấu trúc DNA. Rothman-Denes kết hợp các kỹ thuật mô tả đặc điểm sinh lý, sinh hóa và cấu trúc để hiểu biểu hiện gen ở mức độ phiên mã. Bà đặc biệt quan tâm đến RNA polymerase phụ thuộc DNA.
Công việc hiện tại của Rothman-Denes xem xét cơ chế khi bắt đầu tiêm, khi protein và bộ gen được tiêm vào vật chủ. Bà cũng đang nghiên cứu đặc tính của các sản phẩm được mã hóa virus, ức chế chức năng thiết yếu của vật chủ. Bà nghiên cứu mục tiêu của các sản phẩm được mã hóa virus này trong nỗ lực thiết kế các loại kháng sinh mới. Bà phục vụ trong hội đồng thống đốc của Hiệp hội Vi sinh học Hoa Kỳ từ năm 2000 đến 2003.     

### Giải thưởng và danh dự
- 2001 được bầu vào Viện Hàn lâm Khoa học và Nghệ thuật Hoa Kỳ [8]
- 2014 được bầu vào Viện Hàn lâm Khoa học Quốc gia [1][9]

Rothman-Denes sở hữu một số bằng sáng chế để bảo vệ các phát minh của mình, bao gồm các polymerase RNA mới và chất nền phiên mã.